# 廣州地鐵十四號線／二十一號線列車
廣州地鐵十四號線／二十一號線列車是廣州地鐵6節編組B型地鐵列車。十四號線列車內部型號為B7，二十一號線列車內部型號為B8。該兩款列車除首列由中車株洲電力機車生產外，其餘均由中車株洲電力機車屬下的广州中车轨道交通装备有限公司生產。
其中二十一號線列車于2017年12月28日随14号线知识城支线开通运营而正式投入使用；十四號線列車于2018年12月28日随14号线一期开通运营而正式投入使用。

## 沿革
2017年8月29日，二十一號线首列列车（21x003-004）運抵镇龙车辆段。
2017年12月28日，二十一号线列车随14号线知识城支线开通而正式投入使用。
2018年4月24日，十四号线首批2列列车（14x003-004 及 14x005-006）正式交付。
2018年10月11日-14日，二十一号线列车（21x023-024）在增城广场站至镇龙站进行动力学超速型式试验，试验最高速度达到132 km/h。
2018年12月28日，十四号线列车随广州地铁14号线首期开通而正式投入使用；同日二十一号线列车随广州地铁21号线开通而正式在21号线投入使用。由于21號線未全線開通，且為方便靈活調動列車，善用資源，14號主支線亦會使用二十一号线列車行駛。
2019年4月，二十一号线最后一列新车在镇龙车辆段连挂完毕，标志着二十一号线33列车全部到货。
2019年5月，十四号线第30列电客车顺利从广州中车基地运抵镇龙车辆段，标志着十四号线30列车全部到货。
2024年5月19日，十四号线B7型列车首次在21号线载客运营。

## 列车概况

### 车体及塗裝
兩款列车车体纵横梁采用了用于航天系统的镁铝合金材料，具有质量轻、强度大的优点。
十四號線列车外观以线路主题“山川林泉”为设计思路。車身以白色為底色，车身腰线为棕色（14號線標誌色），在车头的侧面的腰线以波浪线处理以表现起伏的山峦，体现了线路特色又蕴含从化山水优美的特点。车辆的头灯造型灵感来源于从化山林中枫叶的轮廓曲线，加上一抹橙红，流畅有神；車頭窗的圆润造型灵感来源于钟乳石洞洞口的形状，周边的亮橙色涂装极具视觉冲击力，并与线路主题色和谐融合。
二十一號線列车外观以智慧科技為設計主題，车头形状由澳大利亚Industrial Design Alliance（IDA）公司设计，車身以金屬銀為底色，車頭窗下部為黑色，車頭窗兩側及黑色塗裝下部為科技藍色，車身車門及車窗上方有科技藍色線條，车身腰线为深藍色（21號線標誌色），象征着人类的思想、智慧和教育。车身首次运用了具有反光效果的金属油漆，增加了列车的美感。

### 车内
兩款列车的内部与现时广州地铁大部分列车一样，座位采用压纹铝合金材质，亦采用铝合金喷砂扶手。列车客室照明具备自动感光功能，能根据外部环境的变化自动调节，进一步降低能耗。
兩款列车均采用LED走字屏和贴纸线路作为乘客信息显示系统，同时車載走字屏更會因應列車種類使用不同的顏色顯示：慢車為紅色文字，快車則為綠色文字。正常情况下，LED走字屏幕在不同时段会使用中英文显示終點站、下一站、換乘線路等信息：车门关闭后显示终点站、报站开始后显示下一站及换乘线路、到站显示本站及开门方向（指示灯闪烁）、开门后显示本站及开门方向（指示灯常亮）。但在特殊情况下（如部分屏蔽门不能打开、载客越站），LED显示屏会根据司机触发的自动广播显示相对应的内容。
另外，每列车设有30個監控摄像头，每节車廂安裝4台摄像头，6節車廂共安裝24部摄像头，兩端司機室各安裝3部摄像头，可以高速傳輸即時大容量訊息。

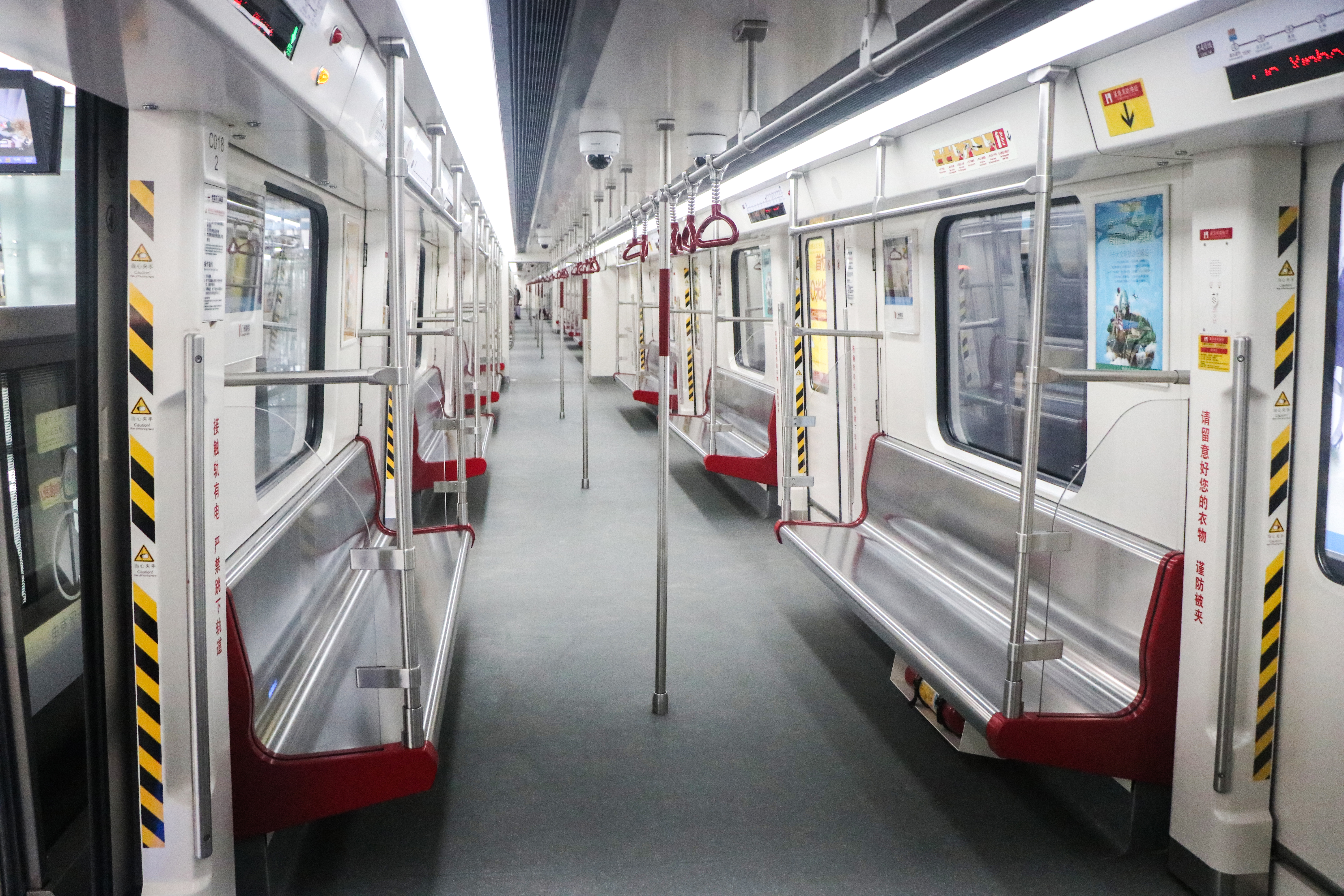
列車內部
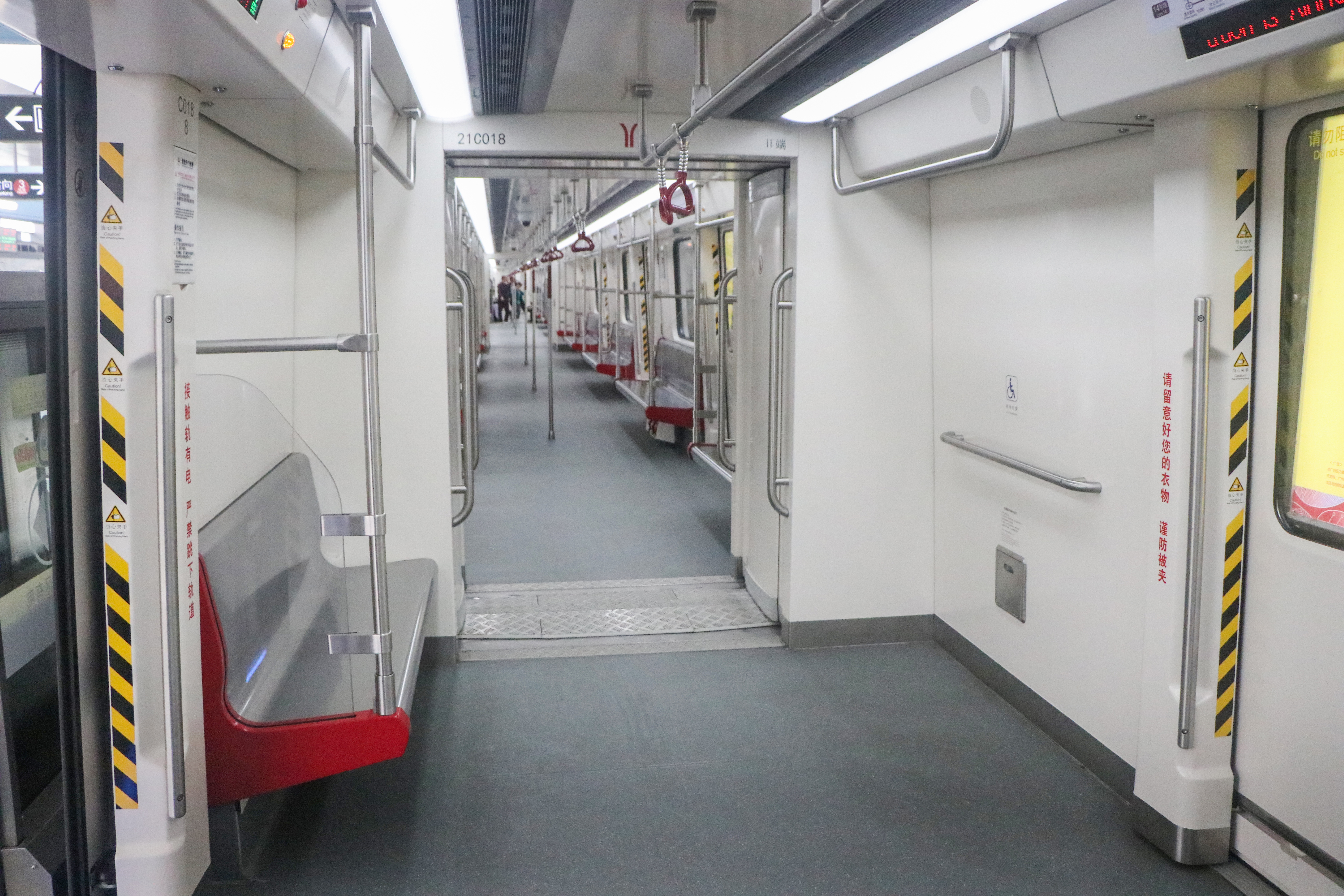
靠近车厢连接处的轮椅位
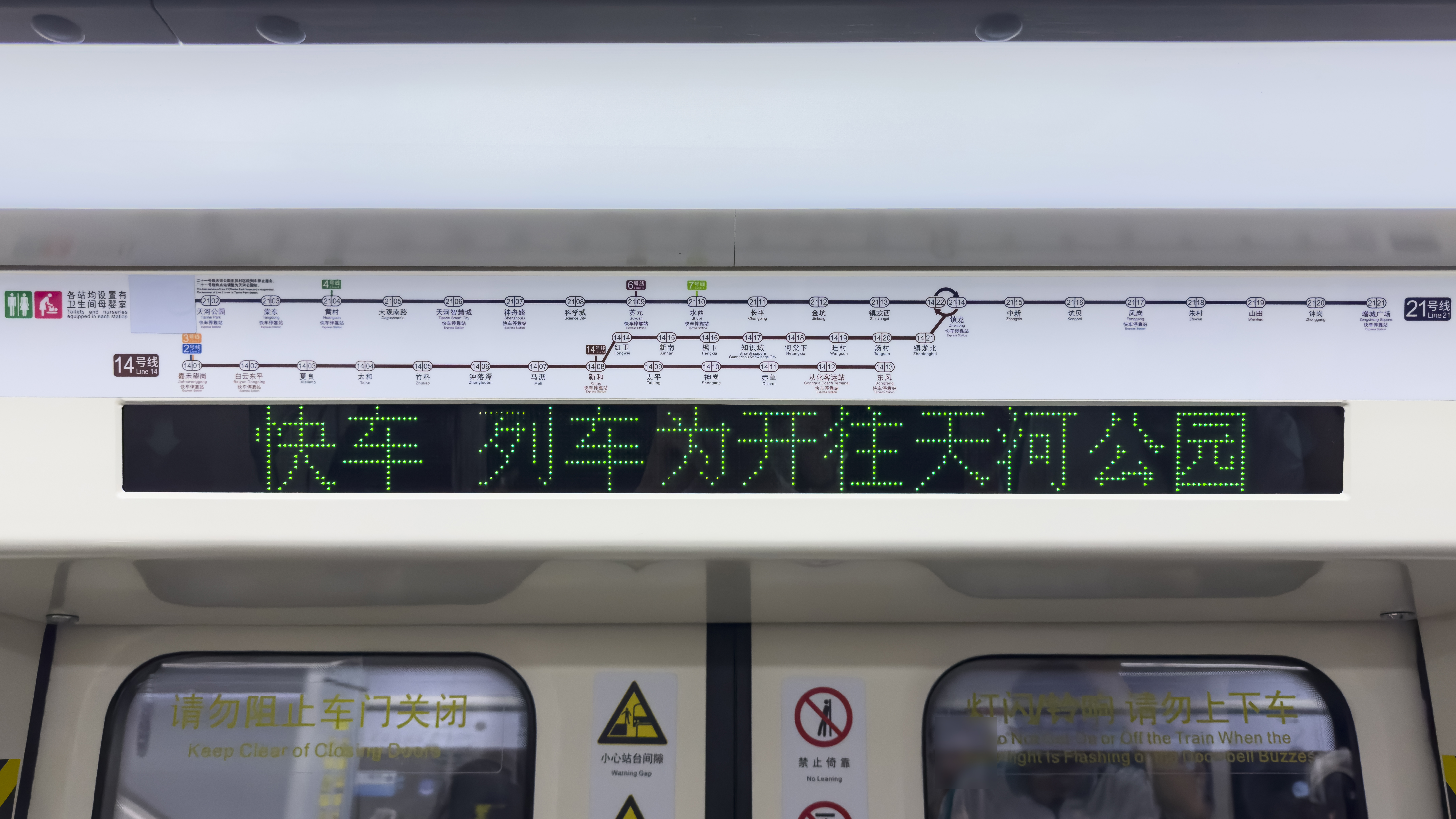
LED走字屏，现时所有列车均贴上14号线+21号线的两条线路图

### 主要設備
列车采用的 ZMA120 型转向架为120 km/h速度等级的B型地铁转向架，该转向架是在西门子交通制 SF2500 型转向架的基础上进行全面国产化的转向架。列车的制动系统采用全进口铝合金制动盘，在降低能耗的同时能提高制动性能。
兩款列车車底安装了监测系统，能对走牵引电机、轴箱、齿轮箱的关键轴承、钢轨剥磨进行实时监测并实时诊断，提高了列车的安全性。同时列车首次采用撒砂装置，能有效提高轮轨间粘着，列车可以根据车辆位置、车辆状态自行判断是否需要撒砂，从而提升了列车的制动性能，使列车运行更加安全可靠。
兩款列车采用四压缩机空调机组，可以实现25%、50%、75%、100%等四种制冷量输出模式，能更精确地调节温度，在节能的同时让乘客也更加舒适。鉴于14号线一期工程高架、露天路段多等线路特点，列车客室照明具备自动感光功能，能根据外部环境的变化自动调节，进一步节约能耗。

## 列車編组
十四號線列車和二十一號線列車均以6节编组为一列，由两个三编组的單元車組成。
十四號線B7型列車共計生產30列，其編號由14001-14002起至14059-14060止，二十一線B8型列車共計生產33列，其編號由21001-21002起至21065-21066止。上述列车会根据需要在14号线、21号线之間调配。为满足列车在两线之间常态化调配的需要，自2023年底起，两线列车车内的线路图被逐步更换为14号线+21号线共用线路图。
| 单元车                                            | 单元车                  | B7 140×× B8 210×× （奇） | B7 140×× B8 210×× （奇） | B7 140×× B8 210×× （奇） | B7 140×× B8 210×× （奇） | B7 140×× B8 210×× （奇） | B7 140×× B8 210×× （奇） | B7 140×× B8 210×× （偶） | B7 140×× B8 210×× （偶） | B7 140×× B8 210×× （偶） | B7 140×× B8 210×× （偶） | B7 140×× B8 210×× （偶） | B7 140×× B8 210×× （偶） |
| 车厢形式                                          | 车厢形式                | A奇                      | A奇                      | B奇                      | B奇                      | C奇                      | C奇                      | C偶                      | C偶                      | B偶                      | B偶                      | A偶                      | A偶                      |
| 受电弓                                            | 受电弓                  |                          |                          | ＞                       | ＞                       |                          |                          |                          |                          | ＜                       | ＜                       |                          |                          |
| 集電靴                                            | 集電靴                  | T                        |                          |                          | T                        |                          | T                        | T                        |                          | T                        |                          |                          | T                        |
| 车厢类型                                          | 车厢类型                | Tc                       | Tc                       | Mp                       | Mp                       | M                        | M                        | M                        | M                        | Mp                       | Mp                       | Tc                       | Tc                       |
| 车厢设备                                          | 车厢设备                | 弱冷                     | 弱冷                     |                          |                          | 無障礙設施               | 無障礙設施               | 無障礙設施               | 無障礙設施               |                          |                          | 弱冷                     | 弱冷                     |
| 車厢編號                                          | 十四號線列車 （B7型）   | 14A001 : 14A059          | 14A001 : 14A059          | 14B001 : 14B059          | 14B001 : 14B059          | 14C001 : 14C059          | 14C001 : 14C059          | 14C002 : 14C060          | 14C002 : 14C060          | 14B002 : 14B060          | 14B002 : 14B060          | 14A002 : 14A060          | 14A002 : 14A060          |
| 車厢編號                                          | 二十一號線列車 （B8型） | 21A001 : 21A065          | 21A001 : 21A065          | 21B001 : 21B065          | 21B001 : 21B065          | 21C001 : 21C065          | 21C001 : 21C065          | 21C002 : 21C066          | 21C002 : 21C066          | 21B002 : 21B066          | 21B002 : 21B066          | 21A002 : 21A066          | 21A002 : 21A066          |
| Tc：带驾驶室的拖车；Mp：带受电弓的动车；M：动力车 |                         |                          |                          |                          |                          |                          |                          |                          |                          |                          |                          |                          |                          |
| ：设有轮椅停放区                                  |                         |                          |                          |                          |                          |                          |                          |                          |                          |                          |                          |                          |                          |